# Клои Севињи
Клои Стивенс Севињи (енгл. Chloë Stevens Sevigny; Спрингфилд, 18. новембар 1974) америчка је глумица, манекенка и модна креаторка. Позната по свом раду на независним филмовима, често глумивши у контроверзним или авангардним филмовима, добила је неколико признања, међу којима су награда Златни глобус, награда Сателит и награда Спирит, док је такође била номинована за Оскара и награду Удружења филмских глумаца.

## Биографија
Рођена је 18. новембра 1974. године у Спрингфилду. Друго је дете Џанин (девојачко Малиновски) и Харолда Дејвида Севињија (1940—1996). Има старијег брата, Пола. Мајка јој је Пољакиња и Американка, а отац Франкоканађанин. Она и брат су одгајани у строгом католичком домаћинству у богатом Деријену, где јој је отац прво радио као рачуновођа, а потом и као наставник ликовне културе. Упркос Деријеновом богатству, Севињини су жевели у „штедљивом” домаћинству и сматрани су „сиромашним боемима у [једном] изузетно просперитетном крају”.
Године 2018. ступила је у везу с хрватским директором уметничке галерије, Синишом Мачковићем. У јануару 2020. објављено је да чека прво дете са Мачковићем. Венчали су се 9. марта 2020. године, док је 2. маја родила сина. Католкиња је и често одлази у цркву.

## Филмографија

### Филм
| Улоге Клои Севињи |                      |               |                 |          |
| Година            | Српски назив         | Изворни назив | Улога           | Напомена |
| 1999.             | Дечаци не плачу      |               | Лана Тисдел     |          |
| 2000.             | Амерички психо       |               | Џин             |          |
| 2003.             | Догвил               |               | Лиз Хенсон      |          |
| 2007.             | Зодијак              |               | Мелани          |          |
| 2016.             | Љубав и пријатељство |               | Алиша Џонсон    |          |
| 2017.             | Снешко               |               | Силвија Отерсен |          |
| 2019.             | Мртви не умиру       |               | Минерва Морисон |          |

### Текевизија
| Улоге Клои Севињи |                                          |               |                  |              |
| Година            | Српски назив                             | Изворни назив | Улога            | Напомена     |
| 2004.             | Вил и Грејс                              |               | Моне             | 1 епизода    |
| 2006—2011.        | Велика љубав                             |               | Николет Грант    | главна улога |
| 2011.             | Руполова дрег трка                       |               | себе             | 1 епизода    |
| 2012.             | Ред и закон: Одељење за специјалне жртве |               | Кристина Хартвел | 1 епизода    |
| 2012.             | Америчка хорор прича: Лудница            |               | Шели             | 6 епизода    |
| 2015—2016.        | Америчка хорор прича: Хотел              |               | др Алекс Лоу     | 12 епизода   |
| 2019—данас        | Бабушка                                  |               | Ленора Вулков    | 8 епизода    |